# Ernst Merck

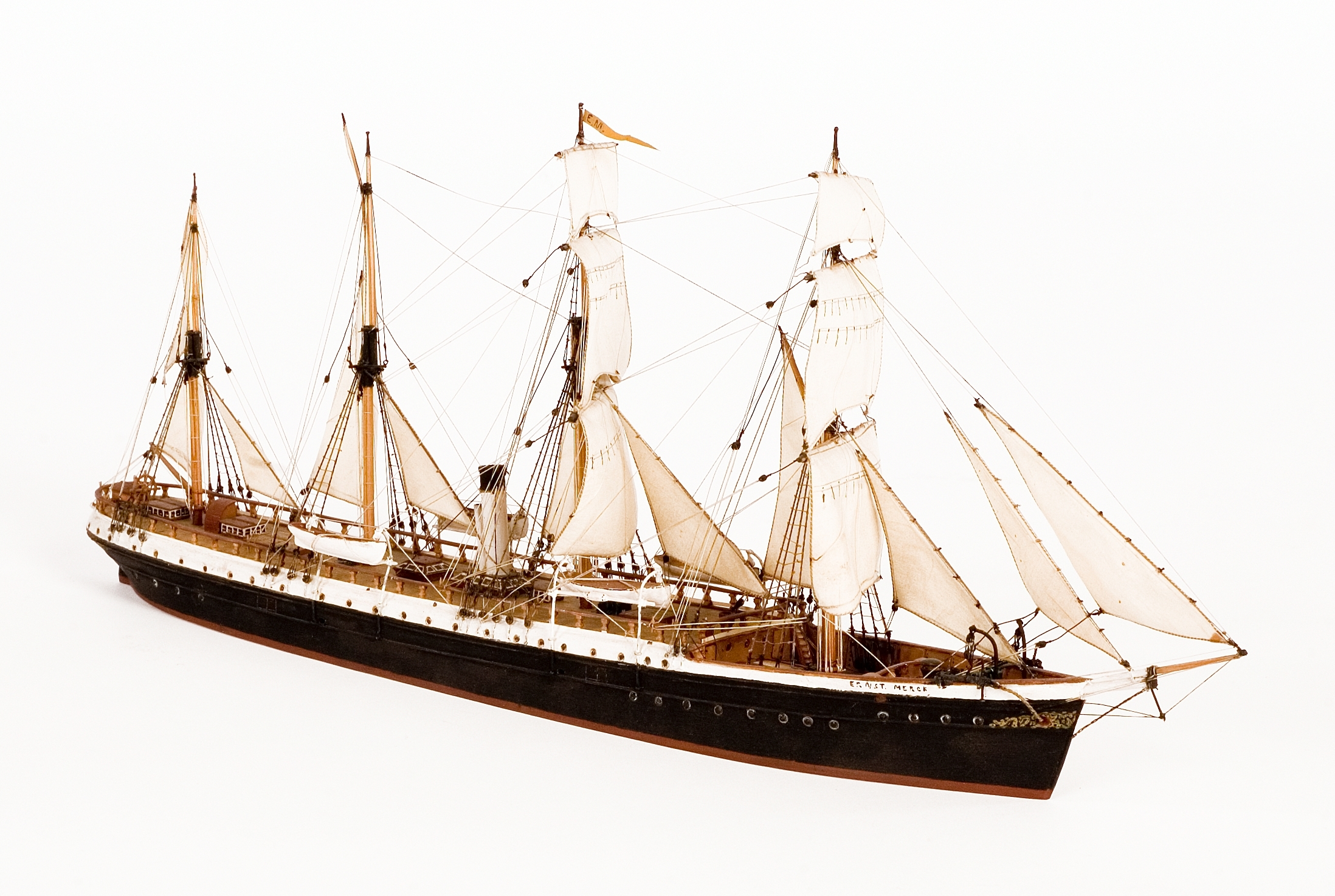
Handelsfartyget Ernst Merck (modell)

Ernst Merck var ett handelsfartyg tillverkad vid Nyköpings Mekaniska Verkstad 1858.
Fartyget var byggt av stål med dubbel botten och vattentäta skott. Till hjälp vid lastning och lossning var hon försedd med en lokomobil som gick på räls på fartygets däck.
Fartygets dimensioner: Längd 69,9 meter, bredd 10,4 meter och djupgåendet 4,45 meter. Vikt: 1530 ton. Maskinen var på 150 nhk.
Fartyget hade ursprungligen tre master, men fick fyra master när hon byggdes om till emigrantfartyg 1862. Då gick hon till Québec, Portland och New York med resor arrangerade av G.E. Flygarson & son. 
1858 var hon Nordens största ångfartyg och blev det första svenska ångfartyget som korsade ekvatorn. Hon förliste 1868 i Medelhavet under namnet Cambria.